# Канебьер
Канебье́р (фр. La Canebière) — историческая улица в центре Марселя (Франция).

## Расположение
Улица Канебьер проходит от Старого порта Марселя до квартала Réformés, имеет протяженность около 1 км, включает в себя также улицу Ноай (rue Noailles) и аллеи де Мейлан (allées de Meilhan). Её называют Елисейскими полями Марселя.

## Происхождение названия
Название «Канебьер» («Канабьера» на провансальском диалекте) происходит от латинского слова Cannabis (конопля), так как вокруг Старого порта Марселя находились конопляные поля, а сам город со Средних веков вплоть до 1930-х годов был одним из крупнейших мировых производителей оплетки и тросов из конопли (позднее их стали производить из других материалов).

## История
Улица была построена в 1666 году, когда король Людовик XIV принял решение расширить Марсель.
В конце XVIII века, когда была разрушена верфь Гран-Арсенал, улицу продлили до Старого порта и построили на ней красивые здания. В 1928 году Канебьер продлили от Старого порта до церкви Святого Викентия де Поля.
В период Третьей республики Канебьер была особенно популярна среди высшего общества, на ней располагались многочисленные кафе, роскошные отели, бутики, давались музыкальные представления. Однако 9 октября 1934 года именно на Канебьер имело место покушение на югославского короля Александра I, а французский министр иностранных дел Луи Барту был смертельно ранен. 28 октября 1934 произошел пожар, уничтоживший Новые галереи и унесший жизни более 70 человек. Трагедия привела к крупной реформе пожарной службы Марселя, а мэр города Анри Тассо был отправлен в отставку.
К 1960 году, когда Франция перестала быть колониальной империей, улица пришла в упадок, в последующие годы её восстановили.
По Канебьер проходит новая трамвайная линия маршрута T2, от Рю-де-Ром/Кур Бельсанс до Реформе. Также на ней расположены станции метро Ноай (М2) и Вьё-Пор (М1).
8 мая 2017 года в Марселе на Канебьер был организован Патриотический бал (Bal Patriotique), посвященный годовщине освобождения Франции 8 мая 1945 года.